# Parodius
Parodius (パロディウス ～タコは地球を救う～ Parodius ～Tako wa Chikyū o Sukū～?, literalmente, "Parodius: El pulpo salva la Tierra") fue el primer juego de la serie Parodius creado por Konami para MSX en Japón. Es una parodia del juego Gradius y su nombre es una combinación de "Parodia" y "Gradius". Algunos de sus personajes provienen de Antarctic Adventure y Twinbee. Tienen clara influencia japonesa.

## Gameplay
El juego es una parodia de los clásicos juegos de naves espaciales. El jugador va recorriendo diversos escenarios, cada uno con una ambientación propia, y tiene que derrotar al jefe final de cada uno de estos escenarios. Pero al contrario que en los juegos de naves convencionales, los enemigos no son otras naves, sino que se trata de personajes "pintorescos", como pingüinos, abejas, moais, entre otros. 
Para ayudarse en su misión, el personaje podrá ir recogiendo ciertos ítems de varios de los enemigos eliminados, que le proporcionarán aumentos de velocidad, misiles, un escudo, etc, además de unas campanas que cambian de color según se las dispare y aumentan la puntuación o dan poderes especiales al recogerlas.
En la saga de "Parodius", cada personaje tiene algunas habilidades distintas a los demás.
Los personajes a elegir por el jugador son:
- Takosuke, un pulpo.
- Pentarou, pingüino de Antarctic Adventure y Penguin Adventure.
- Goemon, de Ganbare Goemon.
- Caballero Popolon de Knightmare.
- Vic Viper, la nave espacial de Gradius.

## Música
Es uno de los aspectos más característicos del juego. Música clásica y tradicional japonesa, en versión tecno, con la que acompaña estéticamente a los escenarios.

## Versiones
- MSX (1988, el original)
- PlayStation (1998, en el recopilatorio Konami Antiques: MSX Collection Vol. 3)
- Sega Saturn (1998, en el recopilatorio Konami Antiques: MSX Collection Ultra Pack)
- Aplicación para celular (2006, con la suavidad del scroll mejorada)
- PlayStation Portable (2007, en el recopilatorio Parodius Portable)
- Consola Virtual de Wii (2010)
- Consola Virtual de Wii U (2013)
- EGG de Windows PC (2014)